# شانون ووكر
شانون ووكر (بالإنجليزية: Shannon Walker)‏ (و. 1965 – م) هي رائدة فضاء، وفيزيائية من الولايات المتحدة الأمريكية . ولدت في هيوستن، تكساس.

## ريادة الفضاء
شاركت في المهمات الفضائية:
- البعثة 24
- البعثة 25
- Soyuz TMA-19.

## التعليم
تعلمت في جامعة رايس

## جوائز
حصلت على جوائز منها:
- Medal "For Merit in Space Exploration".